# Caso Wakefield
O caso Wakefield foi a publicação — bem como suas consequências e posterior retratação — de um artigo de pesquisa fraudulento no periódico britânico The Lancet que alegava ter identificado ligações causais entre a vacina contra sarampo, caxumba e rubéola (SCR) e a colite, bem como entre a colite e o autismo.
A fraude foi exposta em uma longa investigação do Sunday Times resultando na retratação do artigo em fevereiro de 2010 e da desacreditação e perda da licença médica de Andrew Wakefield, o autor principal, três meses depois. A fraude envolveu seleção e manipulação de dados, e dois conflitos de interesse não revelados.
O consenso científico é que não há conexão causal entre a vacina tríplice viral, ou qualquer outra vacina, e o autismo.

## Artigo na revistaThe Lancetde 1998
Em fevereiro de 1998, um grupo liderado pelo médico Andrew Wakefield publicou um artigo intitulado Ileal-lymphoid-nodular hyperplasia, non-specific colitis, and pervasive developmental disorder in children (Hiperplasia ileal-linfoide-nodular, colite inespecífica e transtorno generalizado do desenvolvimento em crianças) na revista médica britânica Lancet, e realizou uma coletiva de imprensa no Royal Free Hospital em Londres, onde a investigação fora realizada. O artigo consistia em um estudo de caso sobre doze crianças com distúrbios de desenvolvimento encaminhadas ao hospital e descrevia uma gama de sintomas intestinais, juntamente com laudos de endoscopia e biópsia, que seriam evidências de uma nova "síndrome" que Wakefield mais tarde chamaria de "enterocolite autista". O artigo descreveu a vacinação tríplice viral (SCR) como o "gatilho aparente", afirmando que os pais de oito das doze crianças teriam associado o surgimento dos sintomas com a vacinação, sugeriu que a ligação entre o autismo e as patologias gastrointestinais era "real" e sugeria mais pesquisas.
Na coletiva de imprensa que acompanhou a publicação do artigo, evento que viria a ser criticado como "ciência por coletiva de imprensa ", Wakefield disse que considerava prudente utilizar vacinas únicas em vez da tríplice viral até que esta pudesse ser descartada como um gatilho ambiental. Em um comunicado de imprensa em vídeo emitido pelo hospital para as emissoras antes da coletiva de imprensa, ele pediu que a vacina SCR fosse "suspensa em favor das vacinas únicas". Estas sugestões não foram apoiadas nem pelos coautores de Wakefield nem por qualquer evidência científica.

## Controvérsia sobre a vacina tríplice viral (SCR)
Vários estudos subsequentes não encontraram qualquer ligação entre a vacina SCR, a colite e o autismo. Em março de 1998, um painel de 37 especialistas criado pelo Conselho de Investigação Médica, liderado pelo Professor Sir John Pattison, não encontrou "nenhuma evidência que indicasse qualquer ligação" entre a vacina SCR e a colite ou o autismo em crianças.
O artigo, a coletiva de imprensa e o vídeo provocaram um grande susto de saúde no Reino Unido. Como resultado do susto, a confiança total na vacina tríplice viral caiu de 59% para 41% após a publicação da pesquisa de Wakefield. Em 2001, 26% dos médicos de família consideraram que o governo não conseguiu provar que não havia ligação entre a vacina tríplice viral e o autismo e as doenças intestinais. No seu livro Bad Science, Ben Goldacre descreve o susto da vacina SCR como uma das "três histórias científicas falsas clássicas de todos os tempos" dos jornais britânicos (as outras duas são o caso Arpad Pusztai sobre culturas geneticamente modificadas e Chris Malyszewicz e a farsa do MRSA ).
A preocupação pública a respeito das alegações de Wakefield sobre uma possível ligação entre a vacina tríplice viral e o autismo ganhou força em 2001 e 2002, depois que ele publicou mais artigos sugerindo que o programa de imunização não era seguro. Tratava-se de um artigo de revisão sem novas evidências publicado em um periódico de menor importância, e dois artigos descrevendo análise laboratorial em que ele afirmava mostrar que o vírus do sarampo havia sido encontrado em amostras de tecido coletadas de crianças com autismo e problemas intestinais. Houve ampla cobertura da mídia, incluindo relatos de pais angustiados.
A repercussão política resultou em ataques aos serviços de saúde pública e ao governo. Em seu auge, houve exigências de que o então primeiro-ministro Tony Blair revelasse se seu filho pequeno, Leo, havia tomado a vacina. Foi a maior história científica de 2002, com 1257 artigos escritos principalmente por comentaristas não especializados. No período de janeiro a setembro de 2002, 32% das histórias escritas sobre a vacina SCR mencionaram Leo Blair, em oposição a apenas 25% que mencionaram Wakefield. Menos de um terço das histórias mencionou a evidência esmagadora de que a vacina é segura.
O governo inglês salientou que o uso da vacina combinada em vez de vacinas individuais diminui o risco de crianças contraírem as doenças enquanto aguardam a cobertura vacinal completa. As duas injeções da vacina combinada causam menos dor e sofrimento à criança do que as seis injeções que seriam necessárias para vacinas separadas, e a necessidade de maior número de visitas clínicas para vacinações separadas aumentam a probabilidade de algumas serem adiadas ou completamente esquecidas. Ressaltou também que a adesão à vacinação aumentou significativamente quando a vacina tríplice viral foi introduzida em 1988. Os profissionais de saúde criticaram duramente a cobertura mediática da controvérsia por desencadear um declínio nas taxas de vacinação. Não foi encontrada nenhuma base científica para a preferência por vacinas separadas ou para usar qualquer intervalo específico entre elas.
Em 2001, Mark Berelowitz, um dos co-autores do artigo, disse: "Certamente não tenho conhecimento de nenhuma evidência convincente para a hipótese de uma ligação entre a vacina SCR e autismo". A Sociedade Pediátrica Canadense, o CDC dos Estados Unidos, o Instituto de Medicina da Academia Nacional de Ciências dos Estados Unidos, e o Serviço Nacional de Saúde do Reino Unido concluíram que não existe qualquer ligação entre a vacina SCR e o autismo, e um artigo de jornal de 2011 descreveu a ligação entre a vacina e o autismo como "a farsa médica mais prejudicial dos últimos 100 anos".

## Investigação jornalística

### Conflitos de interesses
A compreensão pública das alegações mudou drasticamente em fevereiro de 2004 com as revelações do The Sunday Times sobre um conflito de interesses não revelado por parte de Wakefield. Dois anos antes da publicação do artigo na Lancet, Wakefield havia sido abordado por Richard Barr, um advogado da Justice, Awareness and Basic Support, que estava procurando um perito judicial para iniciar uma ação coletiva sobre supostos "danos causados pela vacina". Barr contratou Wakefield por £150 a hora mais despesas, e, só então, as doze crianças foram recrutadas para o estudo, sendo que foram ativamente procurados pais de casos que pudessem implicar uma ligação entre a vacina e autismo. Barr e Wakefield obtiveram £ 55.000 para financiar o estágio inicial da pesquisa com o Legal Aid Board, uma organização governamental do Reino Unido que oferecia apoio financeiro a pessoas de baixa renda para lhes possibilitar acesso à justiça. Segundo o jornalista Brian Deer, o projeto tinha como objetivo criar provas para o processo judicial, mas isso só se tornou público seis anos após o artigo no Lancet, com as primeiras divulgações do jornal.
Com base nas evidências de Deer, o editor-chefe do Lancet, Richard Horton, disse que o artigo de Wakefield nunca deveria ter sido publicado porque seus achados eram "totalmente falsos". Os editores do Lancet consideraram, também, que a fonte de financiamento deveria ter sido revelada no estudo. Horton escreveu: "Parece óbvio agora que se tivéssemos apreciado o contexto completo em que o trabalho relatado no artigo do Lancet de 1998 por Wakefield e colegas foi feito, a publicação não teria ocorrido." Vários dos coautores de Wakefield também criticaram fortemente a falta de transparência.

### Ausência de aprovação ética
Entre as primeiras alegações relatadas por Deer estava a de que, ao contrário do declarado no artigo, a pesquisa de Wakefield sobre as 12 crianças foi conduzida sem qualquer autorização do conselho de ética da instituição - uma alegação rapidamente negada em fevereiro de 2004 pelos autores do artigo e pela Lancet. No artigo constava o texto: "Aprovação e consentimento éticos. As investigações foram aprovadas pelo Comitê de Práticas Éticas do Royal Free Hospital NHS Trust, e os pais deram consentimento informado." A disputa sobre isso foi judicializada, tendo sido decidida pelo Tribunal Superior Inglês em março de 2012, onde um juiz sênior deu ganho de causa a Deer. Em sua decisão, o juiz Mitting escreveu: “Esta declaração era falsa e não deveria ter sido incluída no artigo”.

### Retratação parcial
Em março de 2004, após a notícia das alegações de conflito de interesses, dez dos doze coautores de Wakefield e retrataram de uma interpretação presente no artigo da Lancet onde alegavam terem identificado possíveis gatilhos ambientais levando a uma doença gastrointestinal associada a uma regressão no desenvolvimento cognitvo de crianças. Mesmo assim, insistiam que a possibilidade de uma condição gastrointestinal distinta em crianças com autismo merecia uma investigação mais aprofundada. Um estudo posterior, que investigou especificamente crianças com distúrbios gastrointestinais, não encontrou nenhuma diferença com relação à presença de RNA do vírus do sarampo no intestino entre crianças com e sem transtornos do espectro autista; também não encontrou evidência de correlação temporal da aplicação da vacina SCR com o início dos sintomas, praticamente eliminando a hipótese da vacina como gatilho ambiental.
Em 2004, a investigação do jornal também descobriu que Wakefield tinha outro conflito de interesses na forma de uma patente para uma vacina única contra o sarampo, que ele havia manipulado evidências, e violado outros códigos éticos. O artigo da Lancet foi sofreu retratação parcial em 2004 e total em 2010, quando o editor-chefe do Lancet, Richard Horton, o descreveu como "completamente falso" e disse que a revista havia sido enganada. Wakefield foi considerado culpado pelo Conselho Médico Geral de violação grave do código de ética médica revogou sua licença médica em maio de 2010, o que significa que não poderia mais exercer a profissão no Reino Unido. Em 2011, Deer forneceu mais informações sobre as práticas de pesquisa impróprias de Wakefield ao British Medical Journal, o qual publicou um editorial que descreveu o artigo original como fraudulento.
Deer apresentou outros achados de suas investigações em um episódio chamado MMR: What They Didn't Tell You, no programa Dispatches transmitido pelo Channel 4. Este documentário relatou que Wakefield havia solicitado patentes para uma vacina única contra o sarampo, supostamente uma potencial rival da vacina tríplice viral, e que ele tinha conhecimento de resultados de testes de seu próprio laboratório no Royal Free Hospital que contradiziam as alegações feitas no artigo do Lancet. O pedido de patente de Wakefield também foi mencionado no livro de Paul Offit, Autism's False Prophets, publicado em 2008.
Em janeiro de 2005, Wakefield processou o canal, a produtora e Brian Deer, que apresentaram o programa Dispatches. Entretanto, após dois anos de litígio e a revelação de mais de £400.000 em pagamentos não revelados feitos por advogados a Wakefield, ele desistiu da ação e pagou todos os custos judiciais dos réus.
Em 2006, Deer escreveu no The Sunday Times que Wakefield recebeu £435.643, mais despesas, de advogados britânicos que tentavam provar que a vacina era perigosa, com os pagamentos não revelados começando dois anos antes da publicação do artigo no Lancet. Este financiamento veio do fundo de assistência jurídica do Reino Unido, um fundo destinado a fornecer auxílio jurídico aos pobres.

### Manipulação de dados
O Sunday Times continuou a investigação e, em 8 de fevereiro de 2009, Brian Deer relatou que Wakefield havia alterado resultados e manipulado dados de pacientes no artigo do Lancet, criando a aparência de uma ligação com o autismo. Wakefield negou falsamente estas alegações, e até apresentou uma queixa à Comissão de Reclamações da Imprensa (PCC) sobre este artigo. Em Julho de 2009, a PCC declarou que iria suspender qualquer investigação relativa ao artigo do Sunday Times, enquanto aguardava a conclusão da investigação do Conselho Médico Geral, que estava em andamento. Wakefield não deu seguimento à sua queixa.

### Inquérito do Conselho Médico Geral do Reino Unido
O Conselho Médico Geral (<i>General Medical Council</i> - GMC) do Reino Unido, entidade responsável pelo licenciamento de médicos e pela supervisão da ética médica no Reino Unido, reagindo às primeiras notícias do Sunday Times, lançou uma investigação sobre o caso. O GMC abriu o caso de ofício, alegando que uma investigação era de interesse público. O então Secretário de Estado da Saúde, John Reid, pediu por uma investigação do GMC, o que o próprio Wakefield afirmou estar de acordo. Durante um debate na Câmara dos Comuns, em 15 de março de 2004, o Dr. Evan Harris, um deputado liberal democrata, solicitou um inquérito judicial sobre os aspectos éticos do caso, sugerindo mesmo que poderia ser conduzido pela Procuradoria da Coroa. Em junho de 2006, o GMC confirmou que realizaria uma audiência disciplinar com Wakefield.
Em 28 de janeiro de 2010, o painel do GMC proferiu sua decisão sobre o caso, concluindo por quatro acusações de desonestidade e doze envolvendo lesão corporal de crianças com déficit de desenvolvimento. Wakefield foi considerado culpado de ter agido de forma "desonesta e irresponsável" e de ter agido com "insensível desrespeito" pelas crianças envolvidas no seu estudo, realizando testes invasivos desnecessários. O painel concluiu que o estudo foi conduzido de forma indevida, sem a aprovação de um comité de ética independente, e que Wakefield tinha múltiplos conflitos de interesses não declarados.
Em 24 de maio de 2010, o painel do GMC ordenou que ele perdesse sua licença médica. Entre os outros investigados, John Walker-Smith também foi considerado culpado de má conduta profissional grave e excluído do registro médico, mas essa decisão foi revertida em apelação ao Tribunal Superior em 2012. O segundo associado, Simon Murch, foi considerado inocente.

### Retratação completa e revelações de fraude
Em um artigo publicado em 2010 no periódico The BMJ, Deer relatou achados adicionais sobre aspectos laboratoriais de suas descobertas, relatando como os resultados normais de histopatologia clínica gerados pelo Royal Free Hospital foram posteriormente alterados na faculdade de medicina de forma a parecerem resultados anormais, publicados no Lancet. Deer escreveu um artigo no The BMJ lançando dúvidas sobre a "enterocolite autista" que Wakefield alegou ter descoberto.
Em 2011, Brian Deer publicou uma série de artigos no BMJ detalhando como Wakefield e colegas falsificaram dados do artigo de 1998 no Lancet. Ao analisar os registros e entrevistar pais da crianças, Deer descobriu que, para todas as 12 crianças no estudo de Wakefield, os diagnósticos foram ajustados ou as datas alteradas para se adequarem à conclusão do artigo. Com base em documentos obtidos através da legislação inglesa de liberdade de informação, Deer disse que, Wakefield — em parceria com o pai de um dos meninos no estudo — com base no susto da vacinação SCR, planejava abrir uma empresa para vender novos testes médicos e lucrar com "testes motivados por processos judiciais". O Washington Post relatou que, segundo Deer, Wakefield previa que "poderia ganhar mais de US$ 43 milhões por ano com kits de diagnóstico" para a nova doença, enterocolite autista. De acordo com o WebMD, o artigo do BMJ também afirmou que o empreendimento teria sucesso na comercialização de produtos e no desenvolvimento de uma vacina substituta se "a confiança do público na vacina SCR fosse prejudicada".
Em um editorial que acompanhava a série de 2011, o BMJ publicou que: "foi necessário o ceticismo diligente de um homem de fora da medicina e da ciência para mostrar que o artigo era, na verdade, uma fraude elaborada".
 
Cópias dos relatórios de patologia gastrointestinal das crianças usados no estudo da Lancet, mas que não haviam sido publicados, foram obtidas posteriormente por Deer. Wakefield havia alegado que essas crianças apresentavam "colite inespecífica" e "enterocolite autista". Mas após submeter esses materiais a análises por especialistas, descobriu-se que as biópsias intestinais das crianças eram esmagadoramente normais e sem qualquer evidência de enterocolite.

## Consequências
Descrito como "talvez a farsa médica mais prejudicial do século XX", o artigo da Lancet causou uma queda acentuada nas taxas de vacinação no Reino Unido e na Irlanda, o que levou a um aumento da incidência de sarampo e papeira, resultando em mortes e ferimentos permanentes graves.
Apesar da alegação de ligação entre a vacinação e o autismo ter sido amplamente refutada, ela segue sendo promovida por ativistas antivacinação.
Após as alegações iniciais em 1998, vários grandes estudos epidemiológicos foram realizados. As revisões das evidências realizadas pelos Centros de Controlo e Prevenção de Doenças, pela Academia Americana de Pediatria, pelo Instituto de Medicina da Academia Nacional de Ciências dos EUA, pelo Serviço Nacional de Saúde do Reino Unido, e pela Biblioteca Cochrane não encontraram qualquer ligação entre a vacina SCR e o autismo. Médicos, revistas médicas e editores descreveram as ações de Wakefield como fraudulentas e as associaram a epidemias e mortes.
Wakefield continuou a defender a pesquisa e suas conclusões, dizendo que não houve fraude ou farsa e que não agiu com a intenção de lucrar. Posteriormente, ele passou a fazer parte do ativismo antivacinação. Em 2016, Wakefield dirigiu o filme antivacinação Vaxxed: From Cover-Up to Catastrophe.